# Thenelles
Thenelles település Franciaországban, Aisne megyében. Lakosainak száma 542 fő (2022. január 1.). Thenelles Neuvillette, Origny-Sainte-Benoite, Regny, Ribemont és Sissy községekkel határos.

## Népesség
A település népessége az elmúlt években az alábbi módon változott:
| Lakosok száma | 868  | 675  | 623  | 586  | 555  | 552  | 550  | 539  | 540  | 542  |
|               | 1968 | 1982 | 1990 | 2006 | 2013 | 2015 | 2017 | 2019 | 2020 | 2022 |